# Dakhini
Dakhini, dakhni, dekkani (urdu:  دکنی  dekani; hindi: दक्खिनी dakkʰinī) – odmiana języka hindustani używana zwłaszcza przez muzułmanów zamieszkujących południowe Indie. Podobnie jak urdu, zapisywany jest zmodyfikowanym alfabetem arabskim. Od odmiany północnej odróżnia go duża liczba słów historycznie pochodzących z języka pendżabskiego oraz liczne zapożyczenia z miejscowych języków: kannada, telugu i innych. W przeszłości dakhini był językiem bogatej literatury, zwłaszcza związanej z sufizmem (zobacz Literatura urdu), obecnie został zredukowany do roli lokalnego dialektu.